# 국제커뮤니케이션협회
국제케뮤니케이션협회(International Communication Association)는 인간과 매개 커뮤니케이션의 여러 측면에 대한 연구 및 교육, 응용에 관한 학술 협회이다.

## 같이 보기
- 언론정보학